# Маркус Ракль
Маркус Ракль (нім. Markus Rackl; нар. 3 березня 1969) — колишній німецький тенісист.
Найвищу одиночну позицію світового рейтингу — 129 місце досяг 20 червня 1988, парну — 491 місце — 30 листопада 1987 року.

## Титули на челленджерах

### Одиночний розряд: (2)
| Ранг | Рік  | Турнір                       | Покриття | Суперник      | Рахунок       |
| ---- | ---- | ---------------------------- | -------- | ------------- | ------------- |
| 1.   | 1988 | Монтабаур, Західна Німеччина | Ґрунт    | Бруно Орешар  | 6–3, 4–6, 7–5 |
| 2.   | 1991 | Зальцбург, Австрія           | Ґрунт    | Мартін Сіннер | 1–6, 6–3, 6–4 |